# Baby I Like
Baby I Like是日本歌手倉木麻衣以「Mai-K」名義在美國發行的出道單曲，於1999年10月16日發行。

## 簡介
- 本作為倉木本人的出道單曲，而於日本的出道單曲則為「Love, Day After Tomorrow」。
- 收錄的歌曲全為翻唱歌曲。
- 發行名義是以「Mai-K」而非「倉木麻衣」，其後的英文專輯「Secret of my heart」亦是以「Mai-K」名義發行。
- 以「倉木麻衣」名義發行的精選輯「ALL MY BEST」收錄了本作的標題曲。
- 作曲者YOKO Black. Stone其後繼續為倉木本人提供歌曲。
- 現在已經绝版，因此入手非常困難。

## 收錄歌曲
1. Baby I Like (4:22)
  - 作詞・作曲：YOKO Black. Stone
2. Did I Hear You Say That You're In Love (4:08)
  - 作詞：Tommo　作曲：Jeffrey Qwest
3. 's All Right (4:24)
  - 作詞・作曲：YOKO Black. Stone
4. Baby I Like 〜Oral Exciter House Remix〜 (5:34)
  - 作詞・作曲：YOKO Black. Stone

## 參加歌手
- 倉木麻衣：和聲歌手（#1,2,3,4）